# ياسر الزناكي
ياسر الزناكي (وُلد عام 1970 بمدينة طنجة)، هو رجل أعمال وسياسي مغربي، شغل بين عامي 2010 و2011 منصب وزير السياحة في حكومة عباس الفاسي، وهو حالياً مستشار الملك محمد السادس، وينتمي إلى حزب التجمع الوطني للأحرار.
بعد أن تابع دراساته العليا في تخصص الذكاء الاصطناعي في باريس، التحق ياسر الزناكي سنة 1995 بسوسيتيه جنرال (باريس)، إحدى أعرق وأهم الأبناك الفرنسية، حيث بدأ مساره المهني كمهندس مالي متخصص في نمذجة وتثمين المنتجات المالية المشتقة من النسب، كما تولى الزناكي منصب نائب الرئيس والمدير المكلف بتجارة المنتجات المالية المشتقة من النسب، بالشركة العامة بلندن، ثم عمل مديراً مكلفاً بالتحكيم التجاري بالبنك الألماني بلندن، ويعتبر الزكاني مؤسس مجموعة سيينا في لندن، حيث شغل منصب المدير العام لها، وهي شركة متخصصة في الاستثمار السياحي تم إحداثها لمواكبة الدينامية الاقتصادية بين المملكة المغربية والحي المالي بلندن.
وفي 4 يناير 2010 عُيِّن من طرف الملك محمد السادس وزيراً للسياحة والصناعة التقليدية، وبقي في المنصب لمدة سنة إلى أن عيّنه الملك محمد السادس مستشاراً له في 6 ديسمبر 2011. وقد تكلف الملك باختيار اسم مولودته.